# Pacifiction
Pacifiction és un llargmetratge de 2022 dirigit per Albert Serra que es va estrenar el 26 de maig de 2022 al 75è Festival Internacional de Cinema de Canes. S'ha doblat i subtitulat al català.

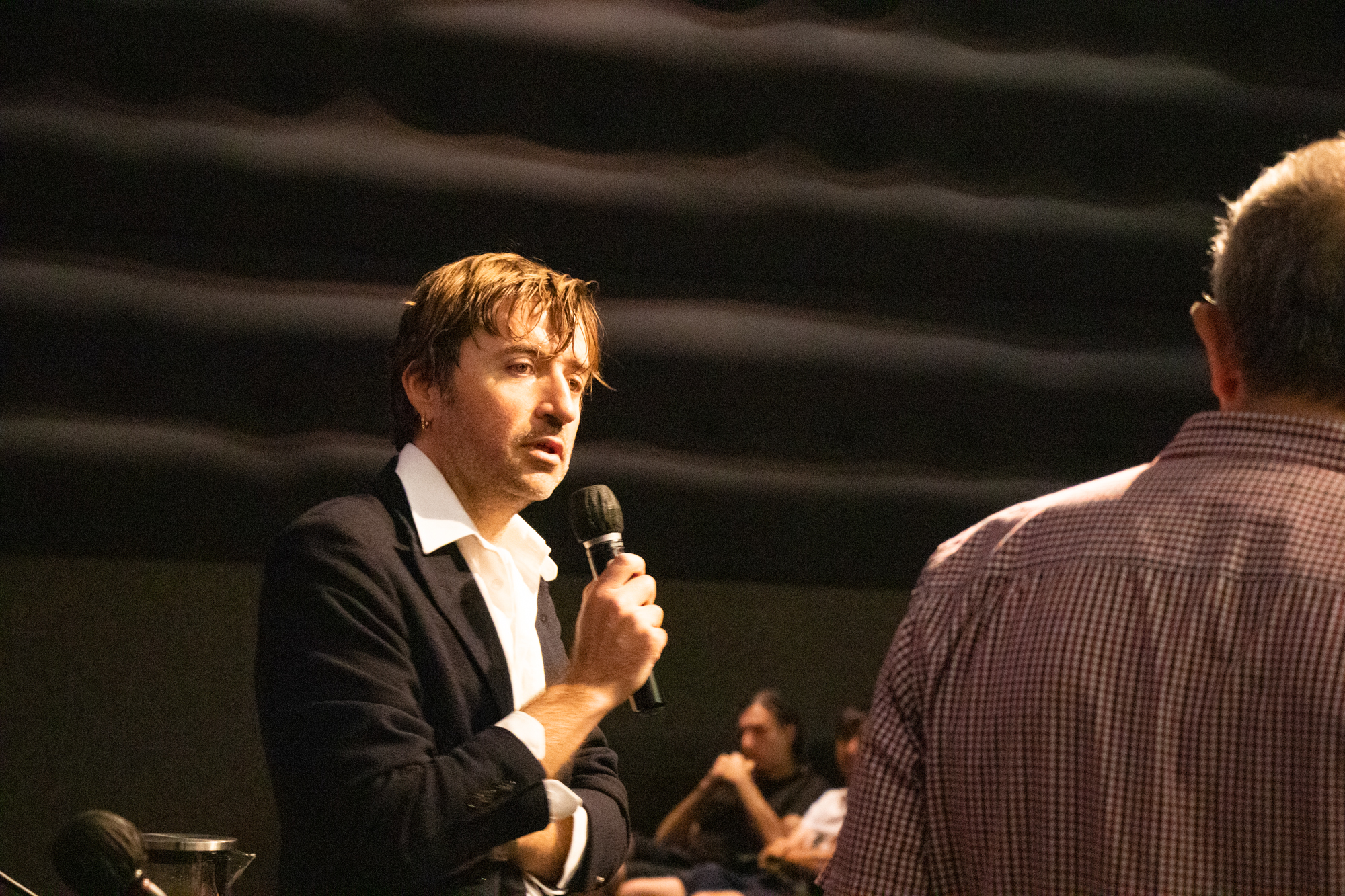
Preestrena de Pacifiction a la Sala Chomón de la Filmoteca de Catalunya

Va guanyar el premi César al millor actor per Benoît Magimel i el de millor fotografia per Artur Tort.

## Argument
Tahití, Polinèsia, l'alt comissionat de la República Francesa, De Roller, és un home calculador i de maneres perfectes. Assistint tant a recepcions oficials com visitant establiments ridículs, intenta anticipar-se a l'estat d'ànim de la població local atès que la revolta podria esclatar en qualsevol moment: corre el rumor que s'ha albirat un submarí l'aspecte fantasmal del qual podria anunciar la represa de les proves nuclears franceses.